# Wagenhals
Wagenhals ist ein Naturschutzgebiet auf dem Gebiet der baden-württembergischen Gemeinde Eningen unter Achalm.

## Kenndaten
Das Naturschutzgebiet wurde mit Verordnung des Regierungspräsidiums Tübingen vom 14. Januar 1991 ausgewiesen und hat eine Größe von 6,1 Hektar. Es wird unter der Schutzgebietsnummer 4.177 geführt. Der CDDA-Code für das Naturschutzgebiet lautet 166127 und entspricht der WDPA-ID. Das Gebiet ist unter dem Namen Hänge 700 m NW von Eningen bei eingezeichneter Quelle als Geotop registriert.

## Lage und Beschreibung
Das Schutzgebiet liegt rund 500 Meter nordwestlich von Eningen an der Ostseite der Achalm. Am 17. Juni 1965 erfolgte hier ein Bergrutsch, bei dem sich rund 1,3 Mio. m³ Erd- und Schuttmassen auf einer Fläche von 700 m Länge und 350 m Breite lösten und bis zu 30 Metern talwärts rutschten. Das NSG umfasst die Kernzone dieses Rutschbereichs.
Das Gebiet liegt im Naturraum 101 Vorland der mittleren Schwäbischen Alb innerhalb der naturräumlichen Haupteinheit 10 Schwäbisches Keuper-Lias-Land und ist Teil des FFH-Gebiets Nr. 7520-311 Albvorland bei Mössingen und Reutlingen.

## Schutzzweck
Wesentlicher Schutzzweck ist laut Schutzgebietsverordnung die Erhaltung und ungestörte Weiterentwicklung eines durch einen Bergrutsch entstandenen, vielgestaltigen Biotopmosaiks, bestehend aus Berg‑, Halbtrockenrasen, Sukzessionsflächen, Feuchtgebieten und ehemaligen Streuobstwiesen als Lebensraum zahlreicher vom Aussterben bedrohter Tier- und Pflanzenarten.